# Émile-Jacques Ruhlmann

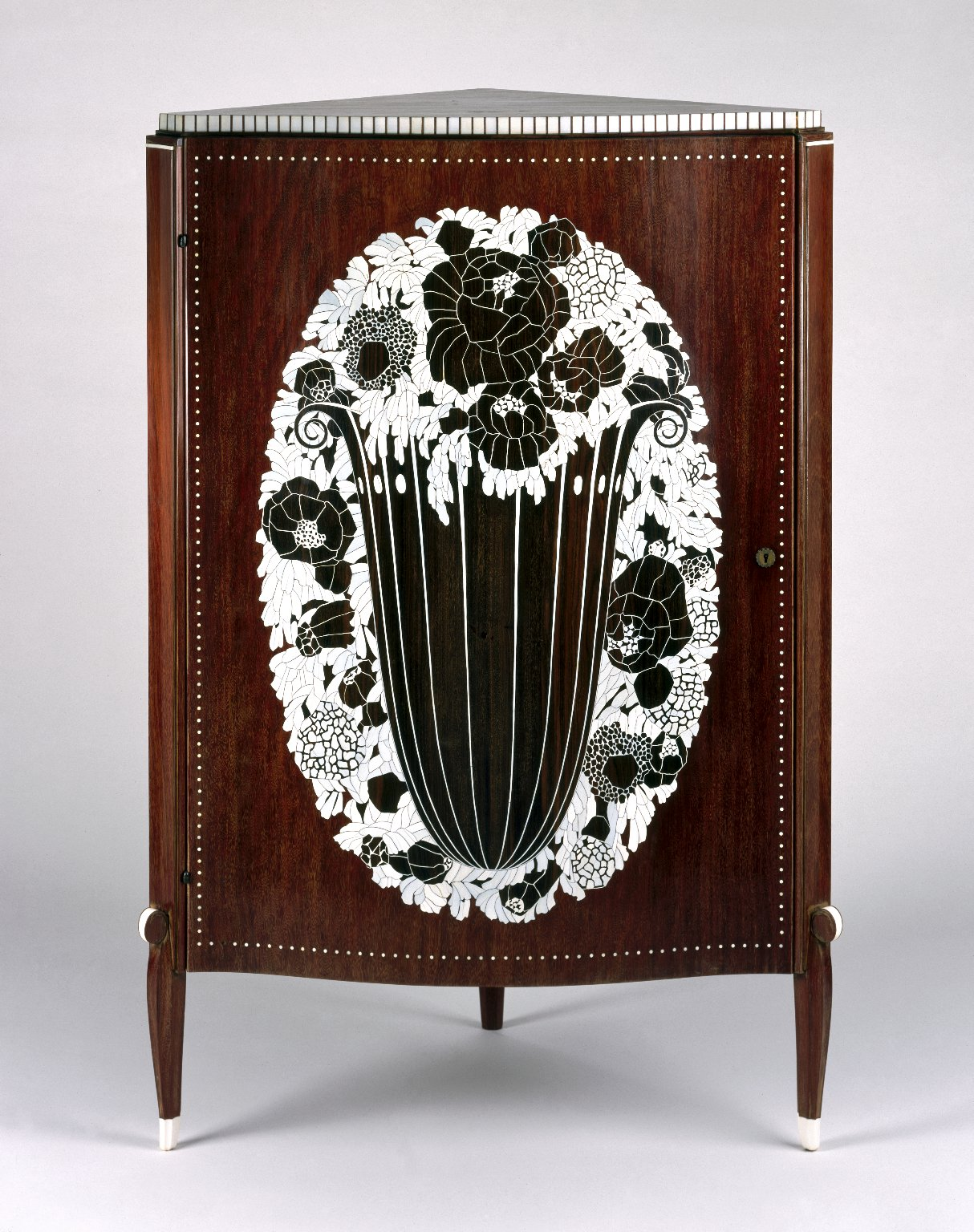
Hoekkastje, ca. 1923

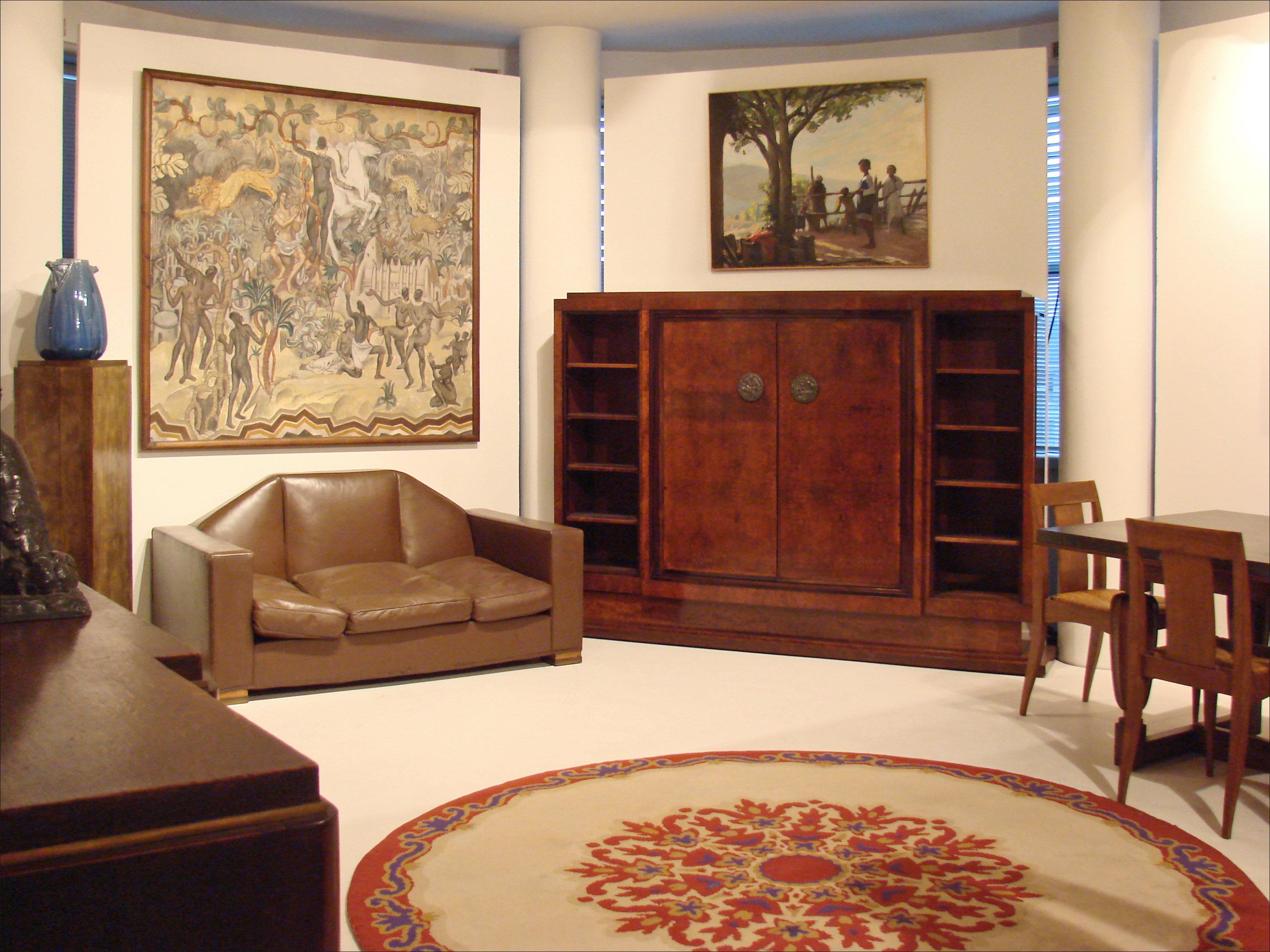
Interieur voor de beeldhouwer Joseph Bernard, ca. 1920

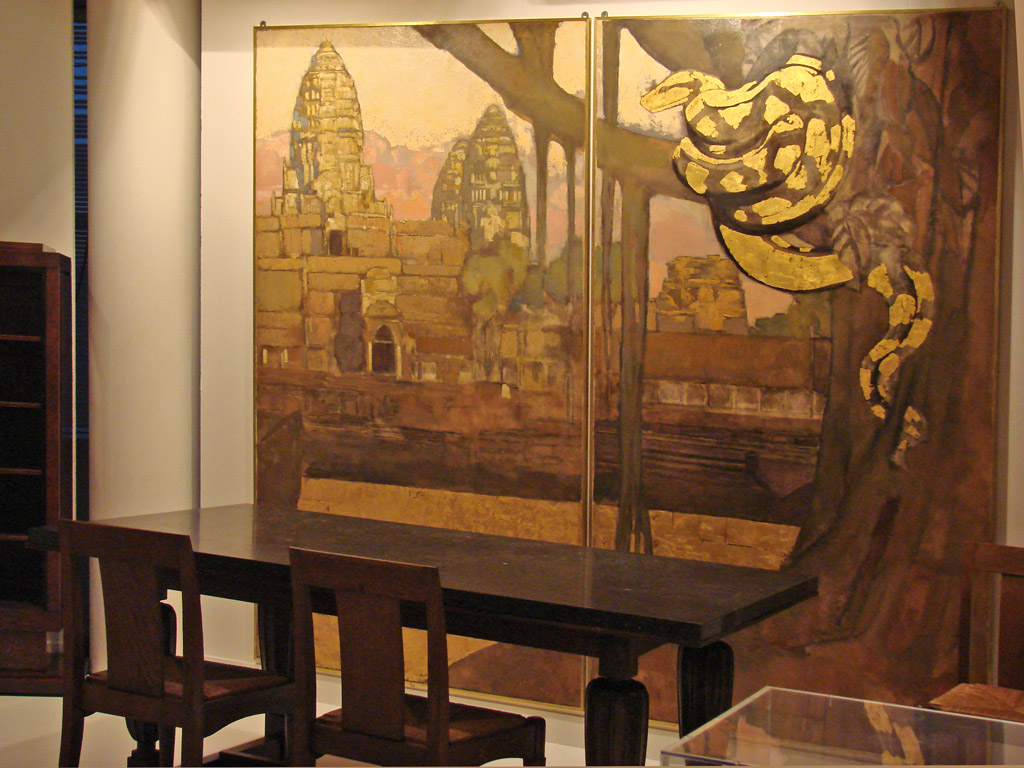
Meubels voor Joseph Bernard, ca. 1920

Émile-Jacques Ruhlmann (Parijs, 28 augustus 1879 – aldaar, 15 november 1933), ook vaak genoemd als 'Jacques-Émile', was een Franse meubelontwerper en interieurarchitect. Hij werd internationaal befaamd met elegant meubilair in de stijl van de art deco.

## Levensloop
Ruhlmanns ouders en grootouders waren afkomstig uit de Elzas en handelden in woningdecoratie zoals schilderijen, spiegels en behang. Op zeventienjarige leeftijd ging hij in de leer bij een decorateur. Tijdens zijn diensttijd maakte hij kennis met architecten die van invloed zouden zijn op zijn ontwikkeling. Vanaf 1900 begon hij eigen ontwerpen te maken. Toen zijn vader in 1907 stierf nam Ruhlmann de familiezaak over en richtte zich als jonggehuwde op meubelontwerp voor eigen gebruik. Hij liet zijn ontwerpen altijd uitvoeren door vaklieden en was daarbij steeds zeer veeleisend. In 1912 opende hij een eigen werkplaats in de Rue de Lisbonne.
Hij gebruikte kostbare materialen zoals palissanderhout, purperhart, ebbenhout, haaienleer, schildpad, marmer en later ook vernikkeld staal en hij gebruikte triplex om daarmee meubels te ontwerpen met grote platte oppervlakken die hij liet afwerken met fineer van exotische houtsoorten en inlegwerk van bijvoorbeeld parelmoer en ivoor.
De architect Plumet en de couturier Jacques Doucet spoorden Ruhlmann aan zijn werk tentoon te stellen. In 1910 presenteerde hij op de Salon d'Automne eigen behangontwerpen en in 1913 verschenen zijn elegante en weelderige meubelontwerpen op de herfstsalon van 1913 waarmee hij een sensatie veroorzaakte en de aanzet gaf tot Art deco. Gemaakt van exotische houtsoorten en ingelegd ivoor en ebbehout bezat het de elegantie en vakmanschap van klassiek werk uit de laat 18-de eeuw maar zag het er toch onmiskenbaar modern uit.
In 1919 richtte hij met schilderijenexpert Pierre Laurent aan de Rue de Lisbonne 27 het bedrijf Les Établissements Ruhlmann et Laurent op, gespecialiseerd in interieurdesign, luxe artikelen zoals behang, tapijt, meubels en verlichting. Hij nam deel aan vele tentoonstellingen en zijn meubels werden afgebeeld in tijdschriften, zoals in 1920 in het blad Art et Décoration.
In 1925 nam hij deel aan de Exposition Internationale des Arts Décoratifs et Industriels Modernes in Parijs. De expositie 'Art Deco: 1910-1939' in het Victoria and Albert Museum in Londen schonk in 2003 uitgebreid aandacht aan die tentoonstelling in Parijs.
De 'Grand Salon' die hij ontwierp voor zijn eigen paviljoen: Hôtel d'un Collectionneur, waarin niet alleen zijn eigen ontwerpen stonden maar ook die van andere kunstenaars, baarde veel opzien. Het Hôtel was ontworpen door Pierre Patout en was vormgegeven naar het privéhuis dat hij voor Ruhlmann had ontworpen. Er stonden beeldhouwwerken van Bourdelle, Despiâu en Joseph Bernard, muurschilderingen van Jean Dupas, ijzeren hekwerken van Edgar-William Brandt (1880-1960), aardewerk van Lenoble en Decœur, pâte-de-verre van Décorchemont, zilverwerk van Jean-Émile Puiforcat, inlegwerk van Rapin, een bewerkt ivoren vaas van Madame O'Kin en lakwerk van Jean Dunand (1877-1942) en Pierre-Émile Legrain. Er stond naast werk van Jourdain ook een boekenkast van metaal van de hand van Raymond Subes.
In de loop van de jaren '20 werd zijn meubilair monumentaler en in 1929 toonde hij een elegante studeer/slaapkamer voor een kroonprins op de 'Salon des Artistes Décorateurs'. In de jaren 30 verwerkte hij verchroomd metaal en zilver en werden de vormen moderner. Hij kreeg opdrachten voor de inrichting van de tearooms van de oceaanstomer Île de France, ontwierp diverse interieurs voor het Palais de l'Élysée in Parijs en ontwierp meubilair voor het paleis van de maharadja van Indore.
Ruhlmann was nooit geïnteresseerd in massaproductie. Hij meende dat alleen de elite zich de hoge kosten van zijn materiaal, experiment en vernieuwing kon permitteren. Om zijn goede naam te waarborgen beschikte hij per testament dat zijn bedrijf na zijn dood zou worden opgeheven. In 1925 werd hij benoemd tot ridder in het Legioen van Eer en in 1932 tot officier. Hij overleed in 1933 op 54-jarige leeftijd aan een terminale ziekte.
In 2009 werd hij in de New York Times naar aanleiding van de tentoonstelling Masterpieces of French Art Deco in het Metropolitan Museum of Art; geroemd als Art Deco's greatest artist.

## Afbeeldingen

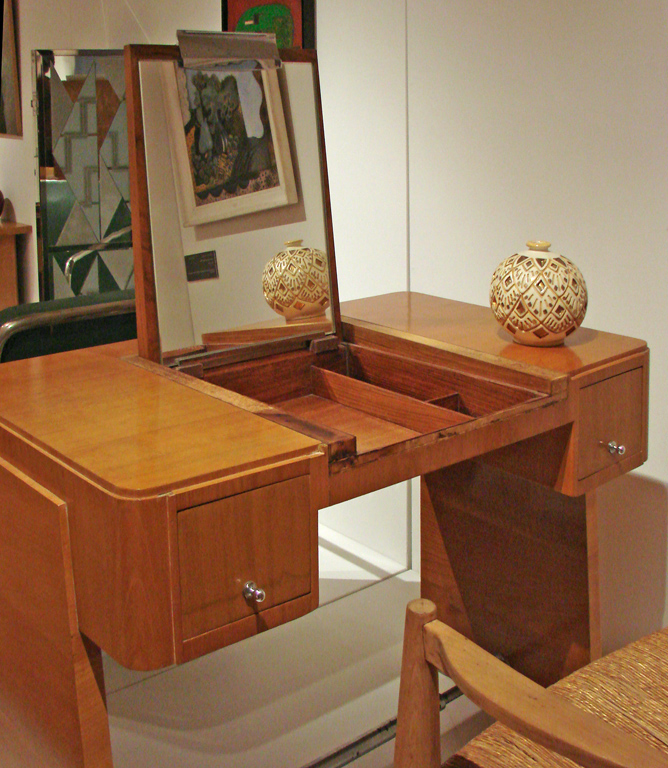
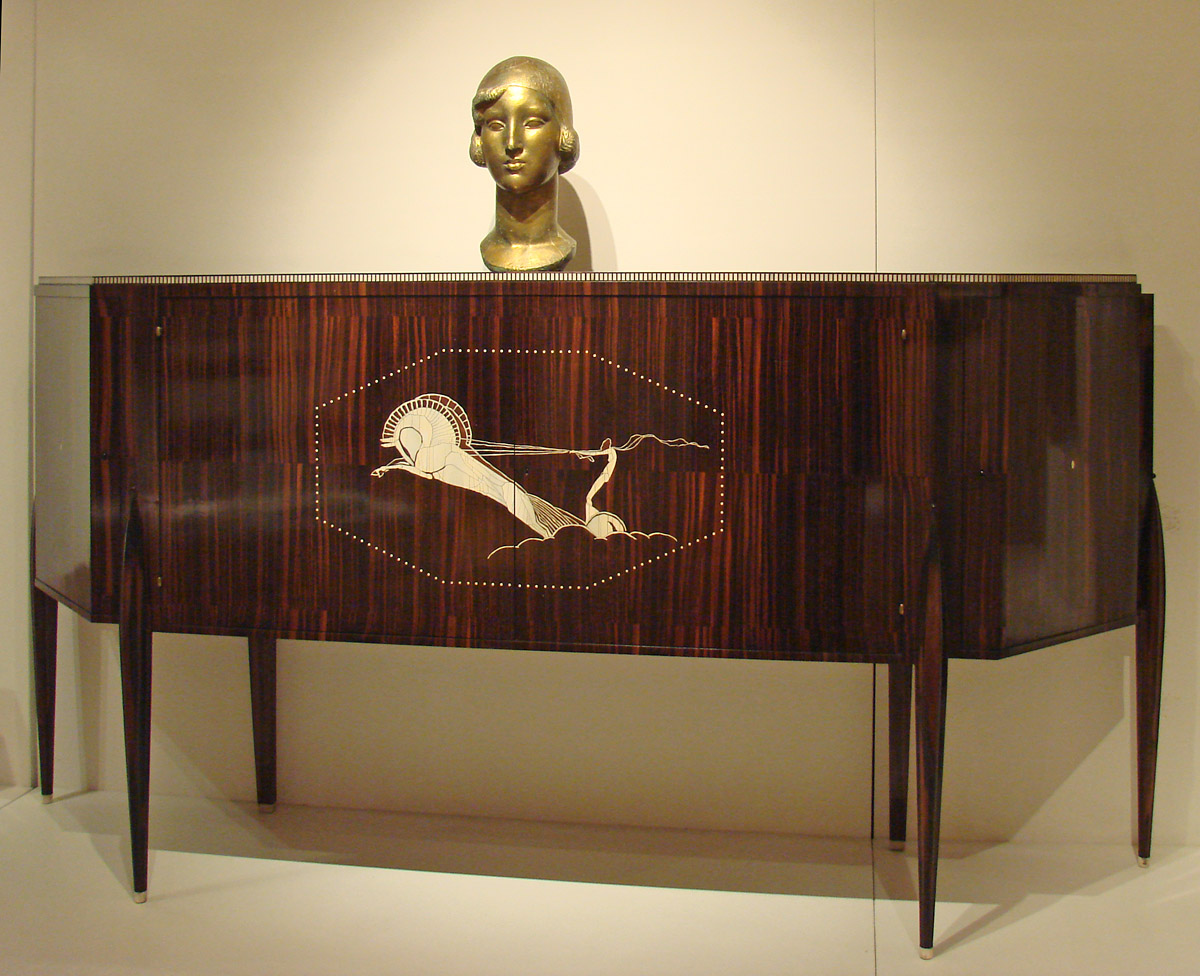
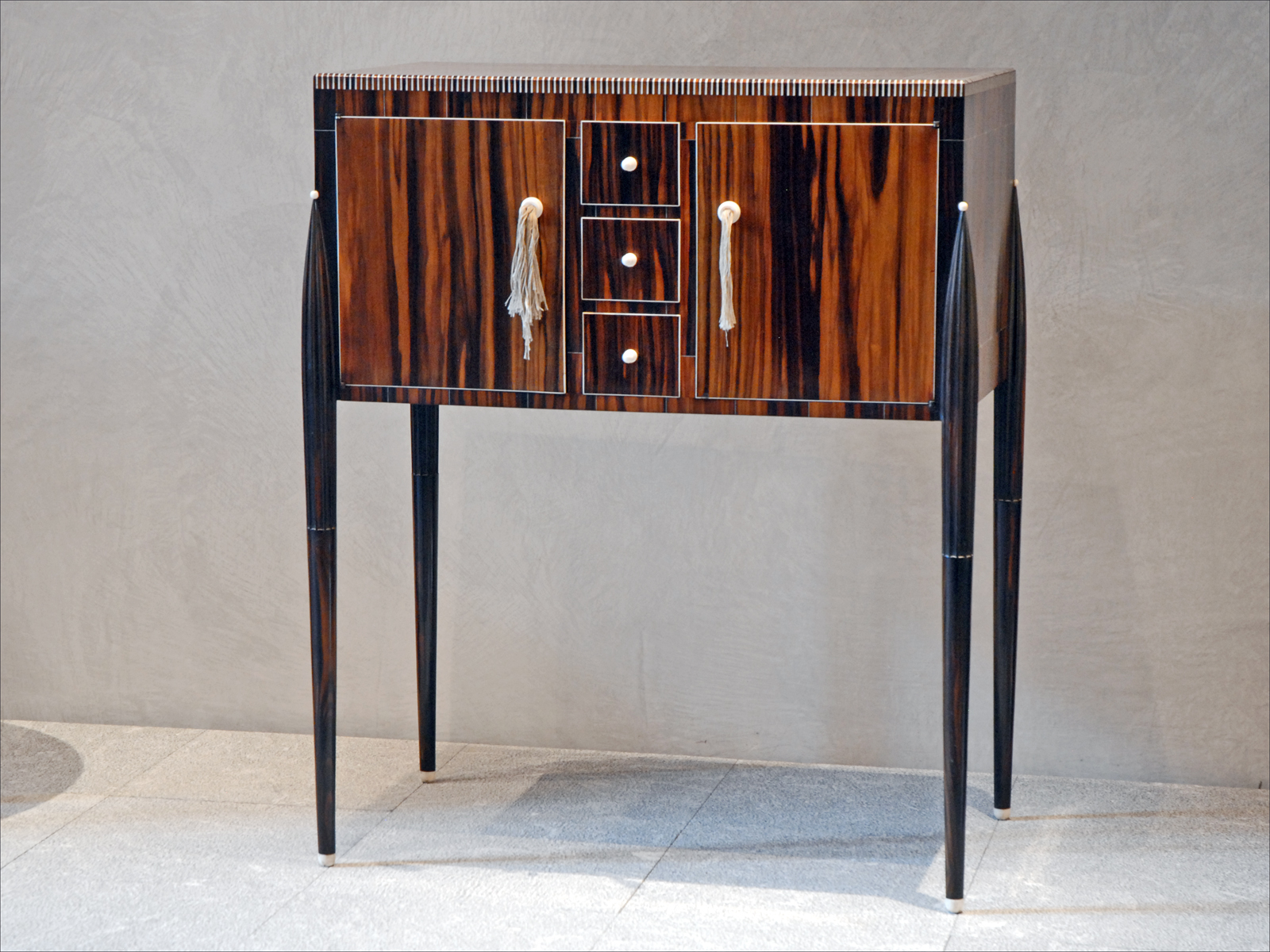
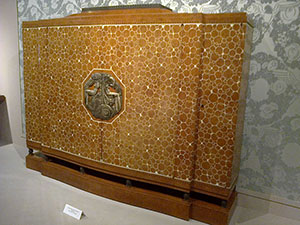

## Collecties
Zijn werk is opgenomen in de collecties van onder andere:
- Bröhan-Museum, Berlijn
- Metropolitan Museum of Art, New York
- Musée des Années 30, Boulogne-Billancourt
- Musée des Beaux-Arts de Lyon, Lyon
- Victoria and Albert Museum, Londen
- Musée des Arts Décoratifs, Paris